# UEFA
La Unión de Asociaciones Europeas de Fútbol (en francés: Union des Associations Européennes de Football), referida comúnmente por su acrónimo UEFA, es la confederación europea de asociaciones nacionales de fútbol y máximo ente de este deporte en el continente. Agrupa en la actualidad a 55 asociaciones y es una de las seis confederaciones pertenecientes a la Federación Internacional de Fútbol Asociación (FIFA), máximo rector en el mundo.
Fundada el 15 de junio de 1954, su sede central se encuentra en Nyon, Suiza, y es la encargada de organizar los distintos campeonatos de naciones de Europa, además de promover, desarrollar, controlar y velar por el fútbol, sus cometidos, finanzas, reglamentos y medios del mismo, siendo la Eurocopa, oficialmente Campeonato de Europa de Naciones, su principal torneo masculino, y la Eurocopa Femenina, oficialmente Campeonato de Europa Femenino, su homólogo de mujeres. De igual modo es quien trata las diferentes cuestiones de las federaciones nacionales del territorio europeo, así como su fútbol de formación organizando también competiciones para dichas categorías conformando un total de 15 torneos entre todas las disciplinas.
Es la asociación continental más laureada del ámbito FIFA pues suma entre todas las selecciones de sus miembros un total de 216 títulos oficiales masculinos, donde destacan 47 títulos mundiales, además de ser la más reconocida. Entre ellas destaca España (RFEF), que es la más galardonada de Europa con 50 títulos; Alemania (DFB), que le sigue con 48 títulos; y Francia (FFF), que fue dos veces campeona del mundo y la más condecorada en competiciones mundiales con siete trofeos en el fútbol masculino.
La principal competición en lo que se refiere a los clubes es la Liga de Campeones, tanto en categoría masculina —disputada por primera vez en 1955—, como en femenina —establecida en 2001—. En ellas dominan los clubes españoles con 20 títulos y los alemanes con 9 respectivamente.
Es la tercera confederación continental más antigua, y la que más miembros posee siendo el último en incorporarse la Federación de Fútbol de Kosovo (FFK) —como estado parcialmente reconocido internacionalmente— el 3 de mayo de 2016.

## Historia

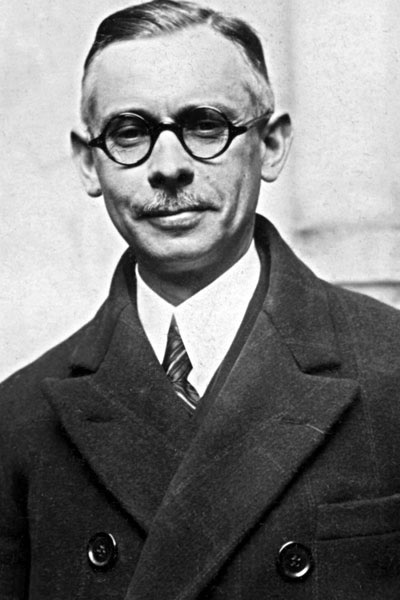
Henri Delaunay, primer secretario general de la UEFA.

La Unión Europea de Asociaciones de Fútbol (en francés: Union Européenne de Football Association) fue fundada el 15 de junio de 1954 en Basilea, Suiza, debido a las necesidades imperantes en el fútbol europeo continental, hasta entonces sin un organismo rector. Es por ello que surge tras un consenso de tres de las federaciones más reconocidas de la época, la Federación Italiana (FIGC), la Federación Francesa (FFF) y la Federación Belga (KBVB/URBSFA). Hasta la fecha eran las propias federaciones de cada país las que velaban por dicho deporte en cada región siguiendo las normativas FIFA, y que empezaba a internacionalizarse en el territorio merced sobre todo a partidos de índole amistosa y a las primeras competiciones de clubes.
Entre ellas destacaron la Copa de Europa Central y la Copa Latina de Europa del Sur, ambas consideradas predecesoras de la actual Liga de Campeones (originalmente Copa de Europa), que fue la primera competición oficial lanzada por el organismo en 1955. Sin embargo, ya se encontraba inmersa desde su fundación en la creación de una competición europea de selecciones que finalmente vio la luz en 1960, la Copa de Europa de Naciones, más conocida como Eurocopa. Ambas son en la actualidad dos de las competiciones futbolísticas más prestigiosas del mundo, y precisamente el promotor de esta última, Henri Delaunay, fue el primer secretario general del organismo mientras que Ebbe Schwartz fue su primer presidente.
Su sede se ubicó en París, Francia, hasta que en 1959 fue trasladada a Berna y posteriormente en 1995 a Nyon, Suiza, donde continúa localizada. Conocida simplemente por su acrónimo UEFA está definido en el estatuto de la organización como la abreviación de su nombre en francés, sin embargo es comúnmente asociado con el inglés Union of European Football Associations.
El organismo es una de las más fuertes y reconocidas de las seis confederaciones mundiales, debido a la importancia de sus miembros, entre los que se encuentran varias de las principales asociaciones, ligas y selecciones de fútbol del mundo. Un ejemplo de esto es que la FIFA otorgó a la UEFA 13 de los 32 cupos de participantes para la Copa Mundial de 2014 que se celebró en Brasil.
A nivel organizativo promueve competiciones de clubes, como la ya mencionada Liga de Campeones y la Liga Europa (originalmente Copa de la UEFA), o de selecciones nacionales, siendo la principal la Eurocopa (oficialmente Campeonato de Europa de Naciones), todas a nivel masculino. En categoría de mujeres organiza también la Liga de Campeones y la Eurocopa en claro reconocimiento y legitimidad al auge que tiene en la actualidad el fútbol femenino.

## Miembros asociados
Son 55 las asociaciones de fútbol que pertenecen a la UEFA. Las representadas son todas las naciones geográficamente dentro de Europa a excepción del Vaticano y Mónaco, que tampoco están representadas ni en la FIFA ni en otra Confederación Continental de Fútbol. A estas se suman Armenia, Azerbaiyán y Georgia (ubicadas en el Cáucaso, se discute su pertenencia geográfica a Europa o Asia); Israel y Chipre (geográficamente en Asia, aunque políticamente siempre asociadas a Europa); y Rusia, Turquía y Kazajistán (mayormente en Asia y con una porción menor en Europa).
Es importante mencionar que los cuatro países constituyentes del Reino Unido (Inglaterra, Escocia, Gales e Irlanda del Norte) participan de forma separada (esta excepcionalidad solo se da en fútbol, rugby, críquet y otros deportes cuyo origen sean de los países de la Commonwealth, incluido Reino Unido, o de Irlanda), el archipiélago autónomo de Islas Feroe compite de manera independiente a Dinamarca. Israel formaba parte de la Confederación Asiática de Fútbol hasta ser expulsada en 1974 por el conflicto árabe-israelí. Kazajistán también anteriormente fue miembro de la AFC. Gibraltar (territorio británico reclamado por España) y Kosovo (estado parcialmente reconocido) fueron aceptados como miembros de la UEFA el 3 de mayo de 2016, y como miembros de la FIFA 10 días después.

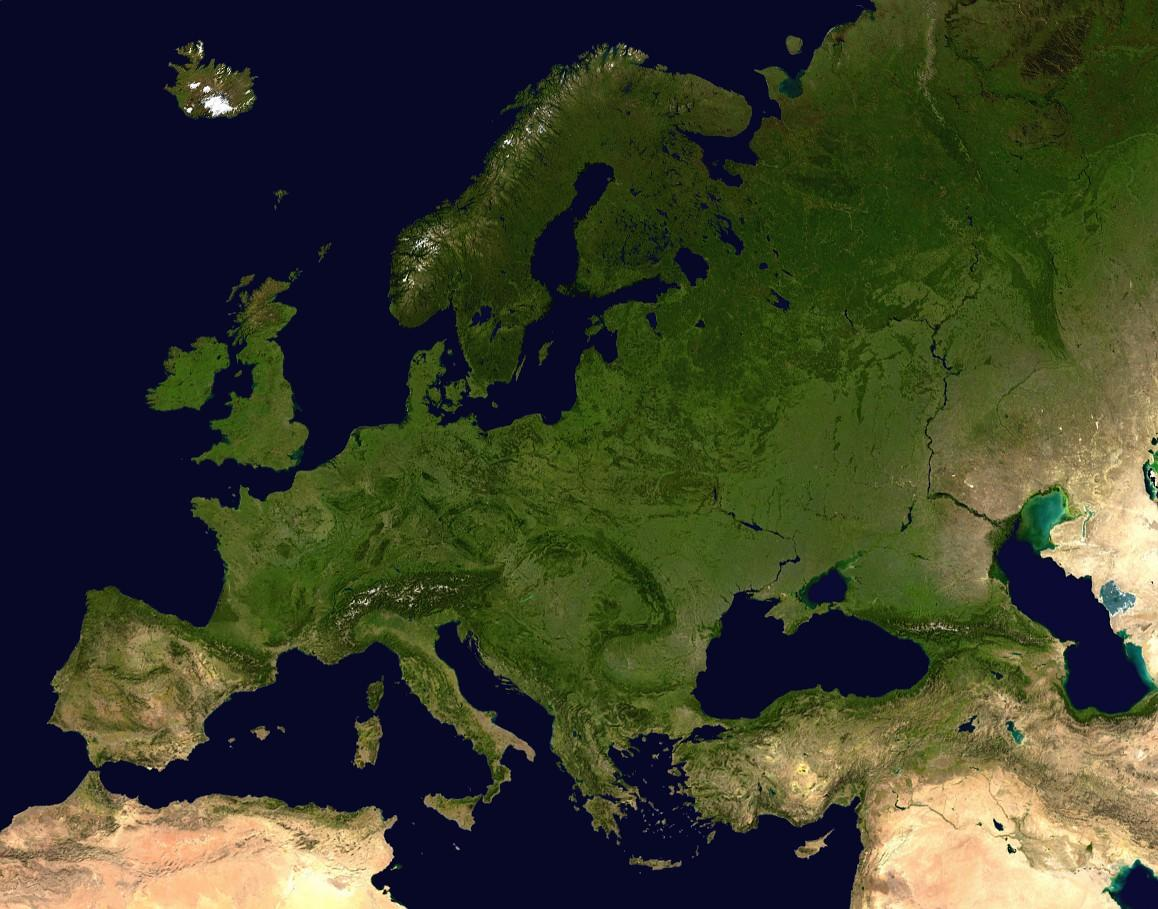
Mapa de Europa.

Mapa de las confederaciones asociadas a la FIFA.

| Selección            | Federación                                                | Ingreso | Selecciones          | COI | Edad     |
| -------------------- | --------------------------------------------------------- | ------- | -------------------- | --- | -------- |
| Albania              | Federata Shqiptare e Futbollit (FSHF)                     | 1954    | masculina · femenina | Sí  | 95 años  |
| Alemania             | Deutscher Fußball-Bund (DFB)                              | 1954    | masculina · femenina | Sí  | 125 años |
| Andorra              | Federació Andorrana de Futbol (FAF)                       | 1996    | masculina · femenina | Sí  | 31 años  |
| Armenia              | Hayastani Futboli Federats’ian (HFF)                      | 1992    | masculina · femenina | Sí  | 33 años  |
| Austria              | Österreichischer Fußballbund (ÖFB)                        | 1954    | masculina · femenina | Sí  | 121 años |
| Azerbaiyán           | Azərbaycan Fútbol Federasiyaları Assosiasiyası (AFFA)     | 1994    | masculina · femenina | Sí  | 33 años  |
| Bélgica              | Koninklijke Belgische Voetbalbond (KBVB) / (URBSFA)       | 1954    | masculina · femenina | Sí  | 130 años |
| Bielorrusia          | Belarusskaja Federatsija Futbola (BFF)                    | 1993    | masculina · femenina | Sí  | 36 años  |
| Bosnia y Herzegovina | Nogometni/Fudbalski Savez Bosne i Hercegovine (NS/FS BIH) | 1998    | masculina · femenina | Sí  | 33 años  |
| Bulgaria             | Bulgarski Futbolen Sojus (BFS)                            | 1954    | masculina · femenina | Sí  | 102 años |
| Chipre               | Cyprus Football Association (CFA)                         | 1962    | masculina · femenina | Sí  | 91 años  |
| Croacia              | Hrvatski nogometni savez (HNS)                            | 1993    | masculina · femenina | Sí  | 113 años |
| Dinamarca            | Dansk Boldspil-Union (DBU)                                | 1954    | masculina · femenina | Sí  | 136 años |
| Escocia              | Scottish Football Association (SFA)                       | 1954    | masculina · femenina | No  | 152 años |
| Eslovaquia           | Slovenský Futbalový Zväz (SFZ)                            | 1993    | masculina · femenina | Sí  | 87 años  |
| Eslovenia            | Nogometna zveza Slovenije (NZS)                           | 1994    | masculina · femenina | Sí  | 105 años |
| España               | Real Federación Española de Fútbol (RFEF)                 | 1954    | masculina · femenina | Sí  | 112 años |
| Estonia              | Eesti Jalgpalli Liit (EJL)                                | 1992    | masculina · femenina | Sí  | 104 años |
| Finlandia            | Suomen Palloliitto (SPL/FBF)                              | 1954    | masculina · femenina | Sí  | 118 años |
| Francia              | Fédération Française de Footbal (FFF)                     | 1954    | masculina · femenina | Sí  | 106 años |
| Gales                | Football Association of Wales (FAW)                       | 1954    | masculina · femenina | No  | 149 años |
| Georgia              | Georgian Football Association (GFF)                       | 1992    | masculina · femenina | Sí  | 89 años  |
| Gibraltar            | Gibraltar Football Association (GFA)                      | 2013    | masculina · femenina | No  | 130 años |
| Grecia               | Ellinikí Podosferikí Omospondia (EPO)                     | 1954    | masculina · femenina | Sí  | 99 años  |
| Hungría              | Magyar Labdarúgó Szövetség (MLSZ)                         | 1954    | masculina · femenina | Sí  | 124 años |
| Inglaterra           | The Football Association (FA)                             | 1954    | masculina · femenina | No  | 162 años |
| Irlanda              | Football Association of Ireland (FAI)                     | 1954    | masculina · femenina | Sí  | 104 años |
| Irlanda del Norte    | Irish Football Association (IFA)                          | 1954    | masculina · femenina | No  | 145 años |
| Islandia             | Knattspyrnusamband Íslands (KSÍ)                          | 1954    | masculina · femenina | Sí  | 78 años  |
| Islas Feroe          | Fótbóltssamband Føroya (FSF)                              | 1990    | masculina · femenina | No  | 46 años  |
| Israel *             | HaHitakhdut leKaduregel beYisrael (IFA)                   | 1994    | masculina · femenina | Sí  | 97 años  |
| Italia               | Federazione Italiana Giuoco Calcio (FIGC)                 | 1954    | masculina · femenina | Sí  | 127 años |
| Kazajistán #         | Foetbol'nogo Sojoeza Kazachstana (FSK)                    | 2002    | masculina · femenina | Sí  | 66 años  |
| Kosovo               | Federata e Futbollit e Kosovës (FFK)                      | 2016    | masculina · femenina | Sí  | 105 años |
| Letonia              | Latvijas Futbola Federācija (LFF)                         | 1992    | masculina · femenina | Sí  | 104 años |
| Liechtenstein        | Liechtensteiner Fußballverband (LFV)                      | 1974    | masculina · femenina | Sí  | 91 años  |
| Lituania             | Lietuvos Futbolo Federacija (LFF)                         | 1992    | masculina · femenina | Sí  | 103 años |
| Luxemburgo           | Luxemburger Fußballverband (FLF)                          | 1954    | masculina · femenina | Sí  | 117 años |
| Macedonia del Norte  | Fudbalska Federacija na Severna Makedonija (FFSM)         | 1994    | masculina · femenina | Sí  | 76 años  |
| Malta                | Malta Football Association (MFA)                          | 1960    | masculina · femenina | Sí  | 125 años |
| Moldavia             | Federaţia Moldovenească de Fotbal (FMF)                   | 1993    | masculina · femenina | Sí  | 35 años  |
| Montenegro           | Fudbalski Savez Crne Gore (FSCG)                          | 2007    | masculina · femenina | Sí  | 94 años  |
| Noruega              | Norges Fotballforbund (NFF)                               | 1954    | masculina · femenina | Sí  | 123 años |
| Países Bajos         | Koninklijke Nederlandse Voetbal Bond (KNVB)               | 1954    | masculina · femenina | Sí  | 136 años |
| Polonia              | Polski Związek Piłki Nożnej (PZPN)                        | 1955    | masculina · femenina | Sí  | 106 años |
| Portugal             | Federação Portuguesa de Futebol (FPF)                     | 1954    | masculina · femenina | Sí  | 111 años |
| República Checa      | Fotbalová asociace České republiky (FAČR)                 | 1954    | masculina · femenina | Sí  | 124 años |
| Rumania              | Federaţia Română de Fotbal (FRF)                          | 1954    | masculina · femenina | Sí  | 116 años |
| Rusia                | Rossijski Futbolni Sojus (RFS)                            | 1954    | masculina · femenina | Sí  | 113 años |
| San Marino           | Federazione Sammarinese Giuoco Calcio (FSGC)              | 1988    | masculina · femenina | Sí  | 94 años  |
| Serbia               | Fudbalski Savez Srbije (FSS)                              | 1954    | masculina · femenina | Sí  | 106 años |
| Suecia               | Svenska Fotbollförbundet (SFF)                            | 1954    | masculina · femenina | Sí  | 121 años |
| Suiza                | Schweizerischer Fussballverband (SFV) / (ASF)             | 1954    | masculina · femenina | Sí  | 130 años |
| Turquía              | Türkiye Fútbol Federasyonu (TFF)                          | 1962    | masculina · femenina | Sí  | 102 años |
| Ucrania              | Federazija Futbolu Ukrajiny (FFU)                         | 1992    | masculina · femenina | Sí  | 34 años  |

* Anteriormente miembro de la OFC, y anteriormente miembro de la AFC.

# Anteriormente miembro de la AFC.

### Asociaciones de otro continente que son miembros
| Selección  | Continente | Motivo |
| ---------- | ---------- | --- |
| Israel     | Asia       | La Asociación de Fútbol de Israel (IFA), fue fundada inicialmente como la Asociación de Fútbol de Palestina cuando se encontraba bajo mandato británico. Fue admitida en la AFC en 1954, pero fue expulsada en 1974 debido a presiones políticas de países árabes y musulmanes. Esto daría con una de las particularidades más curiosas de la historia de FIFA, como es la de que Israel haya participado como miembro asociado de la OFC y la CAF (aunque no adscrita oficialmente) hasta que fue integrada, ya de manera legal en 1994 a la UEFA. Esto la convierte en la única selección del mundo que ha participado en cuatro confederaciones distintas. |
| Kazajistán | Asia       | Kazajistán es un país ubicado mayormente en Asia con una pequeña porción en Europa. En un principio los organismos del fútbol kazajo decidieron afiliarse a la AFC al considerar que un marco menos competitivo facilitaría el desarrollo del fútbol en su país, sin embargo en el año 2000 la federación kazaja pidió el ingreso a UEFA, la cual fue aceptada en 2002. |
| Rusia      | Asia       | Rusia es un país situado mayormente en Asia con una pequeña porción en Europa, pero que en todos los deportes participa en competiciones europeas. En 2022, tras la suspensión de la UEFA a Rusia de todas las competiciones europeas debido a la invasión rusa a Ucrania, se planteó la posibilidad de que Rusia podría cambiarse a la AFC. |
| Turquía    | Asia       | Turquía es un país localizado mayormente en Asia con una pequeña parte en Europa, pero que en todos los deportes participa en competiciones europeas. |

## Presidentes de la UEFA
|     | Nombre             | Nacionalidad | Período         |
| --- | ------------------ | ------------ | --------------- |
| 1.º | Ebbe Schwartz      | Dinamarca    | 1954-1962       |
| 2.º | Gustav Wiederkehr  | Suiza        | 1962-1972       |
| 3.º | Artemio Franchi    | Italia       | 1972-1983       |
| 4.º | Jacques Georges    | Francia      | 1983-1990       |
| 5.º | Lennart Johansson  | Suecia       | 1990-2007       |
| 6.º | Michel Platini     | Francia      | 2007-2015       |
| 7.º | Aleksander Čeferin | Eslovenia    | 2016-actualidad |

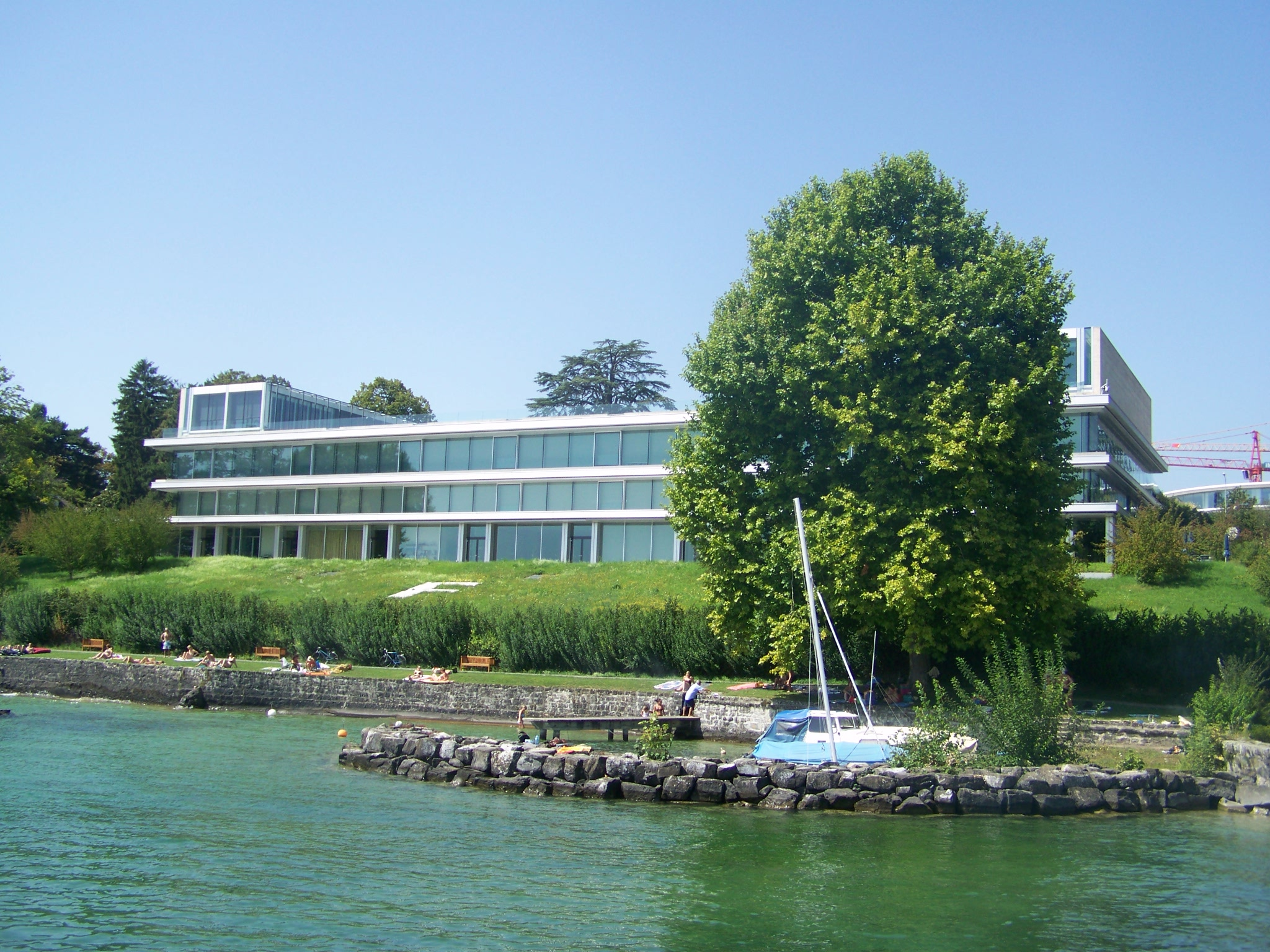
Sede de la UEFA en Nyon, Suiza, al borde del Lago Lemán.

Nota: De manera interina estuvo al frente Ángel María Villar desde 2015 hasta la elección del nuevo presidente en 2016.

## Competiciones organizadas por la UEFA

### Torneos de selecciones
| \| \| Torneo \| Última edición \| Campeón vigente \| \| ------------------------------------------------------------------------------ \| -------------------------------------------------------------------- \| --------------------------------- \| ------------------------------ \| \| Competiciones profesionales \| \| \| \| \| \| Eurocopa \| Alemania 2024 \| España \| \| \| Eurocopa Femenina \| Suiza 2025 \| Inglaterra \| \| \| Liga de Naciones \| Alemania 2025 \| Portugal \| \| \| Liga de Naciones Femenina \| Liga de Naciones Femenina 2023-24 \| España \| \| Competiciones profesionales intercontinentales \| \| \| \| \| \| Copa de Campeones Conmebol-UEFA \| Londres 2022 \| Argentina \| \| \| Finalissima Femenina \| Londres 2023 \| Inglaterra \| \| Clasificatorias de competiciones profesionales internacionales \| \| \| \| \| \| Clasificación de UEFA para la Copa Mundial de Fútbol \| Catar 2022 \| Catar 2022 \| \| \| Clasificación de UEFA para la Copa Mundial Femenina de Fútbol \| Australia y Nueva Zelanda 2023 \| Australia y Nueva Zelanda 2023 \| \| Competiciones juveniles \| \| \| \| \| \| Europeo Sub-21 \| Eslovaquia 2025 \| Inglaterra \| \| \| Europeo Sub-19 \| Rumania 2025 \| Países Bajos \| \| \| Europeo Femenino Sub-19 \| Polonia 2025 \| España \| \| \| Europeo Sub-17 \| Albania 2025 \| Portugal \| \| \| Europeo Femenino Sub-17 \| Islas Feroe 2025 \| Países Bajos \| \| Competiciones de fútbol sala \| \| \| \| \| \| Eurocopa de fútbol sala \| Países Bajos 2022 \| Portugal \| \| \| Eurocopa Femenina de Fútbol Sala \| Hungría 2023 \| España \| \| Competiciones intercontinentales de fútbol sala \| \| \| \| \| \| Finalissima de Futsal \| Buenos Aires 2022 \| Portugal \| \| Clasificatorias de competiciones profesionales internacionales de fútbol sala \| \| \| \| \| \| Clasificación de UEFA para la Copa Mundial de fútbol sala de la FIFA \| Uzbekistán 2024 \| Uzbekistán 2024 \| \| Clasificatorias de competiciones profesionales internacionales de fútbol playa \| \| \| \| \| \| Clasificación de UEFA para la Copa Mundial de Fútbol Playa FIFA \| Cádiz 2024 \| Cádiz 2024 \| \| Competiciones semiprofesionales \| \| \| \| \| \| Copa de las Regiones de la UEFA \| San Marino 2025 \| Aragón (España) \| Nota: Organiza además las distintas fases de clasificación europeas para la clasificación para los Juegos Olímpicos de la Juventud en ambas modalidades. |                                                                      |                                   |                                |
| | Torneo                                                               | Última edición                    | Campeón vigente                |
| Competiciones profesionales |                                                                      |                                   |                                |
| | Eurocopa                                                             | Alemania 2024                     | España                         |
| | Eurocopa Femenina                                                    | Suiza 2025                        | Inglaterra                     |
| | Liga de Naciones                                                     | Alemania 2025                     | Portugal                       |
| | Liga de Naciones Femenina                                            | Liga de Naciones Femenina 2023-24 | España                         |
| Competiciones profesionales intercontinentales |                                                                      |                                   |                                |
| | Copa de Campeones Conmebol-UEFA                                      | Londres 2022                      | Argentina                      |
| | Finalissima Femenina                                                 | Londres 2023                      | Inglaterra                     |
| Clasificatorias de competiciones profesionales internacionales |                                                                      |                                   |                                |
| | Clasificación de UEFA para la Copa Mundial de Fútbol                 | Catar 2022                        | Catar 2022                     |
| | Clasificación de UEFA para la Copa Mundial Femenina de Fútbol        | Australia y Nueva Zelanda 2023    | Australia y Nueva Zelanda 2023 |
| Competiciones juveniles |                                                                      |                                   |                                |
| | Europeo Sub-21                                                       | Eslovaquia 2025                   | Inglaterra                     |
| | Europeo Sub-19                                                       | Rumania 2025                      | Países Bajos                   |
| | Europeo Femenino Sub-19                                              | Polonia 2025                      | España                         |
| | Europeo Sub-17                                                       | Albania 2025                      | Portugal                       |
| | Europeo Femenino Sub-17                                              | Islas Feroe 2025                  | Países Bajos                   |
| Competiciones de fútbol sala |                                                                      |                                   |                                |
| | Eurocopa de fútbol sala                                              | Países Bajos 2022                 | Portugal                       |
| | Eurocopa Femenina de Fútbol Sala                                     | Hungría 2023                      | España                         |
| Competiciones intercontinentales de fútbol sala |                                                                      |                                   |                                |
| | Finalissima de Futsal                                                | Buenos Aires 2022                 | Portugal                       |
| Clasificatorias de competiciones profesionales internacionales de fútbol sala |                                                                      |                                   |                                |
| | Clasificación de UEFA para la Copa Mundial de fútbol sala de la FIFA | Uzbekistán 2024                   | Uzbekistán 2024                |
| Clasificatorias de competiciones profesionales internacionales de fútbol playa |                                                                      |                                   |                                |
| | Clasificación de UEFA para la Copa Mundial de Fútbol Playa FIFA      | Cádiz 2024                        | Cádiz 2024                     |
| Competiciones semiprofesionales |                                                                      |                                   |                                |
| | Copa de las Regiones de la UEFA                                      | San Marino 2025                   | Aragón (España)                |

|  |  |  |

### Torneos de clubes
| \| Torneo \| Última edición \| Campeón vigente \| \| Competiciones profesionales \| Competiciones profesionales \| Competiciones profesionales \| \| ---------------------------------------------- \| --------------------------- \| --------------------------- \| \| Liga de Campeones \| Múnich 2025 \| Paris Saint-Germain F. C. \| \| Liga de Campeones Femenina \| Lisboa 2025 \| Arsenal F. C. \| \| Liga Europa \| Bilbao 2025 \| Tottenham Hotspur F. C. \| \| Copa Europa Femenina de la UEFA \| Temporada 2025-26 \| \| \| Supercopa de Europa \| Údine 2025 \| Paris Saint-Germain F. C. \| \| Liga Conferencia \| Breslavia 2025 \| Chelsea F. C. \| \| Competiciones profesionales intercontinentales \| \| \| \| Desafío de Clubes UEFA-Conmebol \| Sevilla 2023 \| Sevilla F. C. \| \| Competiciones juveniles y de fútbol sala \| \| \| \| Liga Juvenil \| Nyon 2025 \| F. C. Barcelona \| \| Copa Intercontinental Sub-20 \| Río de Janeiro 2024 \| C. R. Flamengo \| \| Liga de Campeones de fútbol sala \| Le Mans 2025 \| A. E. Palma Futsal \| Actualizado al 13 de agosto de 2025. |                     |                           |
| Torneo | Última edición      | Campeón vigente           |
| Competiciones profesionales |                     |                           |
| Liga de Campeones | Múnich 2025         | Paris Saint-Germain F. C. |
| Liga de Campeones Femenina | Lisboa 2025         | Arsenal F. C.             |
| Liga Europa | Bilbao 2025         | Tottenham Hotspur F. C.   |
| Copa Europa Femenina de la UEFA | Temporada 2025-26   |                           |
| Supercopa de Europa | Údine 2025          | Paris Saint-Germain F. C. |
| Liga Conferencia | Breslavia 2025      | Chelsea F. C.             |
| Competiciones profesionales intercontinentales |                     |                           |
| Desafío de Clubes UEFA-Conmebol | Sevilla 2023        | Sevilla F. C.             |
| Competiciones juveniles y de fútbol sala |                     |                           |
| Liga Juvenil | Nyon 2025           | F. C. Barcelona           |
| Copa Intercontinental Sub-20 | Río de Janeiro 2024 | C. R. Flamengo            |
| Liga de Campeones de fútbol sala | Le Mans 2025        | A. E. Palma Futsal        |

- Liga de Campeones de la UEFA: competición instituida por la UEFA en 1955 con la denominación de «Copa de Clubes Campeones Europeos» (fr. Coupe des Clubs Champions Européens).
- Liga Europa de la UEFA: competición instituida por la UEFA en 1971 con la denominación de «Copa de la UEFA»[19] como la sucesora de la Copa de Ferias, competición no afiliada a la confederación europea[20] y, por ello, no considerada entre las «competiciones de la UEFA» (en. UEFA club competitions).[20][21][22]
- Liga Conferencia de la UEFA: competición instituida por la UEFA en la temporada 2021-22, para fomentar la participación de clubes y asociaciones con menor coeficiente en una competencia internacional.
- Supercopa de la UEFA: competición instituida en 1973[23][21] entre el ganador de la Copa Europea de Clubes Campeones-Liga de Campeones de la UEFA y el de la Recopa de la UEFA (desde 1999 fue reemplazado por el ganador de la Copa de la UEFA-Liga Europa de la UEFA).
- Recopa de Europa de la UEFA (1961-1999): también conocida como «Copa de Europa de Campeones de Copa» (en. UEFA Cup Winners' Cup), fue una competición reservada para clubes campeones de los torneos nacionales de copa.
- Copa Intertoto de la UEFA (1995-2008): competición instituida por la UEFA en 1995 como la sucesora de la Copa Karl Rappan, competición no afiliada a la confederación europea.[24][21]
- Copa Intercontinental (1960-2004): Conocida también como «Copa Europea-Sudamericana» (en. European-South American Cup) o, desde 1980, como «Copa Toyota» (en. Toyota Cup), fue organizada conjuntamente entre la Unión Europea de Asociaciones de Fútbol y la Confederación Sudamericana de Fútbol[25] y reservada para el ganador de la Copa Europea de Clubes Campeones-UEFA Champions League y el de la Copa Libertadores de América. Dicho torneo es considerado el precursor del Campeonato Mundial de Clubes de la FIFA.[26]

Hasta la fecha solamente cinco clubes europeos (Juventus FC en 1985, AFC Ajax en 1992, Bayern de Múnich en 1996, Chelsea FC en 2013 y Manchester United F. C. en 2017) han conquistado, al menos en una ocasión, cada una de las tres principales competiciones de la UEFA (Copa Europea de Clubes Campeones/Liga de Campeones de la UEFA, Copa Europea de Ganadores de Copa y Copa de la UEFA/Liga Europa de la UEFA). Al club italiano, en calidad de primer club en la historia del fútbol europeo en lograr dicho suceso, le fue conferida en reconocimiento la «Placa de la UEFA» (en. The UEFA Plaque) de parte de la Unión Europea de Asociaciones de Fútbol en Ginebra, Suiza, el 12 de julio de 1988.
La Juventus era, además, el único club en Europa que había conquistado todas las competiciones internacionales organizadas por la confederación europea de fútbol, hasta que el hito se rompió con la creación en 2021 de la «Conference League», en la que, no obstante, no ha participado.

## Clasificación mundial de la FIFA
La clasificación mundial de la FIFA del 24 de octubre de 2024 muestra a las siguientes selecciones masculinas como las diez mejores de la UEFA.
La clasificación mundial de la FIFA del 25 de agosto de 2023 muestra a las siguientes selecciones femeninas como las diez mejores de la UEFA.
| Pos. | V | Selección    | Puntos |
| ---- | - | ------------ | ------ |
| 2.º  | 0 | Francia      | 1859   |
| 3.º  | 0 | España       | 1844   |
| 4.º  | 0 | Inglaterra   | 1807   |
| 6.º  | 0 | Bélgica      | 1761   |
| 7.º  | 1 | Portugal     | 1752   |
| 8.º  | 1 | Países Bajos | 1748   |
| 9.º  | 1 | Italia       | 1729   |
| 11.º | 2 | Alemania     | 1703   |
| 12.º | 0 | Croacia      | 1701   |
| 17.º | 2 | Suiza        | 1631   |

| Pos. | V           | Selección    | Puntos |
| ---- | ----------- | ------------ | ------ |
| 3.°  | 2           | Suecia       | 2069   |
| 6.º  | 4           | España       | 2051   |
| 4.º  | Sin cambios | Inglaterra   | 2030   |
| 5.º  | Sin cambios | Francia      | 2004   |
| 2.°  | 4           | Alemania     | 1987   |
| 8.º  | 1           | Países Bajos | 1984   |
| 13.º | 1           | Dinamarca    | 1859   |
| 12.º | 1           | Noruega      | 1856   |
| 15.º | 1           | Islandia     | 1851   |
| 16.º | 2           | Austria      | 1806   |

## Coeficientes UEFA
| #                                 | V             | Club                      | Puntos  |
| --------------------------------- | ------------- | ------------------------- | ------- |
| 1.º                               | Crecimiento   | Manchester City F. C.     | 145.000 |
| 2.º                               | Decrecimiento | F. C. Bayern              | 136.000 |
| 3.º                               | Crecimiento   | Chelsea F. C.             | 126.000 |
| 4.º                               | Decrecimiento | Liverpool F. C.           | 123.000 |
| 5.º                               | Decrecimiento | Real Madrid C. F.         | 121.000 |
| 6.º                               | Crecimiento   | París Saint-Germain F. C. | 112.000 |
| 7.º                               | Crecimiento   | Manchester United F. C.   | 104.000 |
| 8.º                               | Sin cambios   | Juventus F. C.            | 101.000 |
| 9.º                               | Decrecimiento | F. C. Barcelona           | 98.000  |
| 10.º                              | Crecimiento   | A. S. Roma                | 97.000  |
| Actualizado a 31 de mayo de 2023. |               |                           |         |

| #                                 | V             | Club                      | Puntos  |
| --------------------------------- | ------------- | ------------------------- | ------- |
| 1.º                               | Crecimiento   | F. C. Barcelona           | 126.233 |
| 2.º                               | Decrecimiento | Olympique de Lyon         | 118.166 |
| 3.º                               | Sin cambios   | VfL Wolfsburgo            | 104.333 |
| 4.º                               | Sin cambios   | Paris Saint-Germain F. C. | 97.166  |
| 5.º                               | Sin cambios   | F. C. Bayern              | 96.333  |
| 6.º                               | Sin cambios   | Chelsea F. C.             | 81.366  |
| 7.º                               | Crecimiento   | Arsenal F. C.             | 56.366  |
| 8.º                               | Crecimiento   | Manchester City F. C.     | 45.366  |
| 9.º                               | Crecimiento   | Juventus F. C.            | 43.000  |
| 10.º                              | Decrecimiento | Club Atlético de Madrid   | 42.233  |
| Actualizado a 20 de mayo de 2023. |               |                           |         |

## Palmarés UEFA
A continuación se listan los clubes y selecciones vencedoras de las competiciones oficiales del fútbol asociación, tanto masculinas como femeninas. Entre el palmarés no se incluye la Copa Intertoto, pese a estar reconocido, por ser un torneo clasificatorio para otra de sus competiciones, la Liga Europa, ni las competiciones amateurs o de fútbol sala, al no estar recogido bajo mismas normativas.

### Palmarés de clubes
| Títulos oficiales              | Europeos          | Europeos | Europeos | Europeos | Europeos | Europeos | Mundiales | Total |   |    |
| ------------------------------ | ----------------- | -------- | -------- | -------- | -------- | -------- | --------- | ----- | - | -- |
| Títulos oficiales              | Real Madrid C. F. | 15       | 2        | -        | 6        | -        | 1         | Total | 3 | 27 |
| F. C. Barcelona *              | 5                 | -        | 4        | 5        | 3        | 3        | 2         | 22    |   |    |
| A. C. Milan                    | 7                 | -        | 2        | 5        | -        | -        | 3         | 17    |   |    |
| Liverpool F. C.                | 6                 | 3        | -        | 4        | -        | -        | 1         | 14    |   |    |
| F. C. Bayern                   | 6                 | 1        | 1        | 2        | -        | -        | 2         | 12    |   |    |
| Chelsea F. C.                  | 2                 | 2        | 2        | 2        | -        | 2        | -         | 11    |   |    |
| Juventus F. C.                 | 2                 | 3        | 1        | 2        | -        | -        | 2         | 10    |   |    |
| A. F. C. Ajax                  | 4                 | 1        | 1        | 2        | -        | -        | 2         | 10    |   |    |
| F. C. Internazionale           | 3                 | 3        | -        | -        | -        | -        | 2         | 8     |   |    |
| Atlético de Madrid             | -                 | 3        | 1        | 3        | -        | -        | 1         | 8     |   |    |
| F. C. Porto                    | 2                 | 2        | -        | 1        | -        | 1        | 2         | 8     |   |    |
| Olympique Lyonnais **          | -                 | -        | -        | -        | 8        | -        | -         | 8     |   |    |
| Sevilla F. C.                  | -                 | 7        | -        | 1        | -        |          | -         | 8     |   |    |
| Manchester United F. C.        | 3                 | 1        | 1        | 1        | -        | -        | 1         | 7     |   |    |
| R. S. C. Anderlecht            | -                 | 1        | 2        | 2        | -        | -        | -         | 5     |   |    |
| Feyenoord Rotterdam            | 1                 | 2        | -        | -        | -        | -        | 1         | 4     |   |    |
| Valencia C. F.                 | -                 | 1        | 1        | 2        | -        | -        | -         | 4     |   |    |
| Parma Calcio                   | -                 | 2        | 1        | 1        | -        | -        | -         | 4     |   |    |
| Tottenham Hotspur F. C.        | -                 | 3        | 1        | -        | -        | -        | -         | 4     |   |    |
| F. F. C. Frankfurt             | -                 | -        | -        | -        | 4        | -        | -         | 4     |   |    |
| Nottingham Forest F. C.        | 2                 | -        | -        | 1        | -        | -        | -         | 3     |   |    |
| B. V. Borussia                 | 1                 | -        | 1        | -        | -        | -        | 1         | 3     |   |    |
| Hamburgo S. V.                 | 1                 | 1        | -        | 1        | -        | -        | -         | 3     |   |    |
| París Saint-Germain F. C.      | 1                 | -        | 1        | 1        | -        | -        | -         | 3     |   |    |
| Manchester City F. C.          | 1                 | -        | 1        | 1        | -        | -        | -         | 3     |   |    |
| F. K. Dynamo de Kiev           | -                 | -        | 2        | 1        | -        | -        | -         | 3     |   |    |
| S. L. Benfica                  | 2                 | -        | -        | -        | -        | 1        | -         | 3     |   |    |
| Arsenal F. C. ***              | -                 | -        | 1        | -        | 2        | -        | -         | 3     |   |    |
| Philips S. V.                  | 1                 | 1        | -        | -        | -        | -        | -         | 2     |   |    |
| F. K. Estrella Roja            | 1                 | -        | -        | -        | -        | -        | 1         | 2     |   |    |
| Aston Villa F. C.              | 1                 | -        | -        | 1        | -        | -        | -         | 2     |   |    |
| F. C. Steaua de Bucarest       | 1                 | -        | -        | 1        | -        | -        | -         | 2     |   |    |
| Borussia VfL Mönchengladbach   | -                 | 2        | -        | -        | -        | -        | -         | 2     |   |    |
| I. F. K. Göteborg              | -                 | 2        | -        | -        | -        | -        | -         | 2     |   |    |
| Eintracht Fráncfort Fußball    | -                 | 2        | -        | -        | -        | -        | -         | 2     |   |    |
| Galatasaray S. K.              | -                 | 1        | -        | 1        | -        | -        | -         | 2     |   |    |
| F. K. Zenit de San Petersburgo | -                 | 1        | -        | 1        | -        | -        | -         | 2     |   |    |
| West Ham United F. C.          | -                 | -        | 1        | -        | -        | -        | -         | 2     |   |    |
| Aberdeen F. C.                 | -                 | -        | 1        | 1        | -        | -        | -         | 2     |   |    |
| S. S. Lazio                    | -                 | -        | 1        | 1        | -        | -        | -         | 2     |   |    |
| Y. R. K. V. B. Malinas         | -                 | -        | 1        | 1        | -        | -        | -         | 2     |   |    |
| Olympiakos F. C.               | -                 | -        | -        | -        | -        | 1        | -         | 2     |   |    |
| Umeå I. K.                     | -                 | -        | -        | -        | 2        | -        | -         | 2     |   |    |
| F. F. C. Turbine Potsdam       | -                 | -        | -        | -        | 2        | -        | -         | 2     |   |    |
| VfL Wolfsburgo                 | -                 | -        | -        | -        | 2        | -        | -         | 2     |   |    |

| Celtic F. C.                                                                   | 1 | - | - | - | - | - | - | 1 |
| Olympique de Marsella                                                          | 1 | - | - | - | - | - | - | 1 |
| Ipswich Town F. C.                                                             | - | 1 | - | - | - | - | - | 1 |
| S. S. C. Napoli                                                                | - | 1 | - | - | - | - | - | 1 |
| Bayer Leverkusen F. GmbH                                                       | - | 1 | - | - | - | - | - | 1 |
| F. C. G. Schalke                                                               | - | 1 | - | - | - | - | - | 1 |
| P. F. K. CSKA Moscú                                                            | - | 1 | - | - | - | - | - | 1 |
| F. K. Shajtar Donetsk                                                          | - | 1 | - | - | - | - | - | 1 |
| Villarreal C. F.                                                               | - | 1 | - | - | - | - | - | 1 |
| S. V. Werder Bremen                                                            | - | - | 1 | - | - | - | - | 1 |
| U. C. Sampdoria                                                                | - | - | 1 | - | - | - | - | 1 |
| F. K. Dinamo Tbilisi                                                           | - | - | 1 | - | - | - | - | 1 |
| Everton F. C.                                                                  | - | - | 1 | - | - | - | - | 1 |
| A. C. F. Fiorentina                                                            | - | - | 1 | - | - | - | - | 1 |
| F. C. Magdeburg                                                                | - | - | 1 | - | - | - | - | 1 |
| Rangers F. C.                                                                  | - | - | 1 | - | - | - | - | 1 |
| Real Zaragoza                                                                  | - | - | 1 | - | - | - | - | 1 |
| Š. K. Slovan Bratislava                                                        | - | - | 1 | - | - | - | - | 1 |
| Sporting Clube de Portugal                                                     | - | - | 1 | - | - | - | - | 1 |
| A. S. Roma                                                                     | - | - | - | - | - | - | - | 1 |
| M. S. V. Duisburg                                                              | - | - | - | - | 1 | - | - | 1 |
| F. C. Salzburg                                                                 | - | - | - | - | - | 1 | - | 1 |
| AZ Alkmaar                                                                     | - | - | - | - | - | 1 | - | 1 |
| Datos actualizados a la consecución del último título el 13 de agosto de 2025. |   |   |   |   |   |   |   |   |

Nota *: Incluidos resultados del equipo femenino. Nota **: Incluidos resultados del equipo femenino. Nota ***: Incluidos resultados del equipo femenino.

### Palmarés de selecciones
| Selección española                                                            | 4 | 1 | 5 | 12 | 9 | - | 1 | 7 | 5 | 44 |
| Selección alemana                                                             | 3 | - | 3 | 3  | 4 | 8 | - | 6 | 8 | 35 |
| Selección francesa                                                            | 2 | 1 | 1 | 8  | 3 | - | - | 4 | 1 | 20 |
| Selección inglesa                                                             | - | - | 4 | 11 | 2 | 2 | - | 1 | - | 20 |
| Selección italiana                                                            | 2 | - | 5 | 4  | 2 | - | - | 1 | - | 14 |
| Selección portuguesa                                                          | 1 | 2 | - | 4  | 7 | - | - | - | - | 14 |
| Selección rusa *                                                              | 1 | - | 2 | 6  | 3 | - | - | 1 | - | 13 |
| Selección neerlandesa                                                         | 1 | - | 2 | 1  | 4 | 1 | - | 1 | 1 | 11 |
| Selección sueca                                                               | - | - | 1 | -  | - | 1 | - | 3 | - | 5  |
| Selección serbia **                                                           | - | - | 1 | 3  | - | - | - | - | - | 4  |
| Selección checa                                                               | 1 | - | 1 | 1  | 1 | - | - | - | - | 4  |
| Selección húngara                                                             | - | - | - | 3  | - | - | - | - | - | 3  |
| Selección búlgara                                                             | - | - | - | 3  | - | - | - | - | - | 3  |
| Selección alemana oriental                                                    | - | - | - | 3  | - | - | - | - | - | 3  |
| Selección turca                                                               | - | - | - | 1  | 2 | - | - | - | - | 3  |
| Selección polaca                                                              | - | - | - | 1  | 1 | - | - | - | 1 | 3  |
| Selección austríaca                                                           | - | - | - | 2  | - | - | - | - | - | 2  |
| Selección irlandesa                                                           | - | - | - | 1  | 1 | - | - | - | - | 2  |
| Selección noruega                                                             | - | - | - | -  | - | 2 | - | - | - | 2  |
| Selección danesa                                                              | 1 | - | - | -  | - | - | - | 1 | - | 2  |
| Selección griega                                                              | 1 | - | - | -  | - | - | - | - | - | 1  |
| Selección belga                                                               | - | - | - | 1  | - | - | - | - | - | 1  |
| Selección escocesa                                                            | - | - | - | 1  | - | - | - | - | - | 1  |
| Selección rumana                                                              | - | - | - | 1  | - | - | - | - | - | 1  |
| Selección ucraniana                                                           | - | - | - | 1  | - | - | - | - | - | 1  |
| Selección suiza                                                               | - | - | - | -  | 1 | - | - | - | - | 1  |
| Datos actualizados a la consecución del último título el 27 de julio de 2025. |   |   |   |    |   |   |   |   |   |    |

Nota *: Incluidos registros de la predecesora Unión Soviética. Nota **: Incluidos los registros de la predecesora Yugoslavia.

## Campeonatos nacionales
De entre todas las ligas de primera división, y en cómputo global, es el Linfield Football Club norirlandés quien suma más títulos con 57, seguido de los 55 del Rangers Football Club y del Celtic Football Club escoceses, los 48 del Olympiakós Pireás griego, los 38 del Sport Lisboa e Benfica portugués, los 36 ganados por la Juventus de Turín italiana, el Amsterdamsche Football Club Ajax neerlandés, el Ferencváros Torna Club húngaro y el Real Madrid Club de Fútbol español, los 35 ganados del Athletic Club Sparta Praha checo, los 34 del Royal Sporting Club Anderlecht belga y del Fußball-Club Bayern de Múnich alemán. con 33 se encuentra actualmente el Helsingin Jalkapalloklubi finlandés, con 32 el Sportklub Rapid Wien austríaco y el Športový klub Slovan Bratislava futbal eslovaco, y con 31 el Centralen Sporten Klub na Armiyata Sofiya búlgaro, siendo los únicos clubes en haber conquistado más de una treintena de campeonatos.

### Ligas masculinas
| Liga                                    | Campeón vigente                 | Temporada actual |
| --------------------------------------- | ------------------------------- | ---------------- |
| Abissnet Superiore                      | Egnatia                         | 2025-26          |
| Bundesliga                              | Bayern de Múnich                | 2025-26          |
| Primera División de Andorra             | Inter Club d'Escaldes           | 2025-26          |
| Liga Premier de Armenia                 | Noah                            | 2025-26          |
| Admiral Bundesliga                      | Sturm Graz                      | 2025-26          |
| Liga Premier de Azerbaiyán              | Qarabağ Baki                    | 2025-26          |
| Primera División de Bélgica             | Union Saint-Gilloise            | 2025-26          |
| Liga Premier de Bielorrusia             | Dinamo Minsk                    | 2025             |
| M:Tel Premijer Liga                     | Zrinjski Mostar                 | 2025-26          |
| Primera Liga de Bulgaria                | Ludogorets Razgrad              | 2025-26          |
| Primera División de Chipre              | Pafos                           | 2025-26          |
| Primera Liga de Croacia                 | HNK Rijeka                      | 2025-26          |
| Superliga de Dinamarca                  | Copenhague                      | 2025-26          |
| Scottish Premiership                    | Celtic Glasgow                  | 2025-26          |
| Superliga de Eslovaquia                 | Slovan Bratislava               | 2025-26          |
| Primera Liga de Eslovenia               | Olimpija Ljubljana              | 2025-26          |
| Primera División de España              | F. C. Barcelona                 | 2025-26          |
| Meistriliiga                            | Levadia Tallinn                 | 2025             |
| Veikkausliiga                           | KuPS                            | 2025             |
| Ligue 1                                 | Paris Saint-Germain             | 2025-26          |
| Cymru Premier                           | The New Saints of Oswestry Town | 2025-26          |
| Erovnuli Liga                           | FC Iberia 1999                  | 2025             |
| National League                         | Lincoln Red Imps                | 2025-26          |
| Liga Elladas                            | Olympiakos                      | 2025-26          |
| Eredivisie                              | PSV Eindhoven                   | 2025-26          |
| OTP Liga                                | Ferencváros T. C.               | 2025-26          |
| Premier League                          | Liverpool                       | 2025-26          |
| Premier League de Irlanda               | Shelbourne                      | 2025             |
| Premiership                             | Linfield                        | 2025-26          |
| Betrideildin                            | Víkingur Gøta                   | 2025             |
| Úrvalsdeild Karla                       | Breiðablik                      | 2025             |
| Ligat Ha`Al                             | Maccabi Tel Aviv                | 2025-26          |
| Serie A                                 | Napoli                          | 2025-26          |
| Liga Premier de Kazajistán              | Kairat                          | 2025             |
| Superliga de Kosovo                     | Drita                           | 2025-26          |
| Virslīga                                | RFS                             | 2025             |
| A Lyga                                  | Žalgiris                        | 2025             |
| División Nacional de Luxemburgo         | Differdange 03                  | 2025-26          |
| Primera División de Macedonia del Norte | Shkëndija                       | 2025-26          |
| Premier League                          | Ħamrun Spartans                 | 2025-26          |
| Superliga                               | Milsami Orhei                   | 2025-26          |
| Primera División de Montenegro          | Budućnost Podgorica             | 2025-26          |
| Eliteserien                             | Bodø/Glimt                      | 2025             |
| Ekstraklasa                             | Lech Poznań                     | 2025-26          |
| Primeira Liga                           | Sporting de Portugal            | 2025-26          |
| Fortuna Liga                            | Slavia Praga                    | 2025-26          |
| Liga I                                  | FCSB                            | 2025-26          |
| Liga Premier de Rusia                   | Krasnodar                       | 2025-26          |
| Campionato Dilettanti                   | Virtus                          | 2025-26          |
| Superliga de Serbia                     | Estrella Roja                   | 2025-26          |
| Allsvenskan                             | Malmö F.f.                      | 2025             |
| Super League                            | FC Basilea                      | 2025-26          |
| Superliga de Turquía                    | Galatasaray                     | 2025-26          |
| Liga Premier                            | Dinamo Kiev                     | 2025-26          |

### Copas Masculinas
| Copa                         | Campeón vigente          | Edición actual |
| ---------------------------- | ------------------------ | -------------- |
| Copa de Albania              | Dinamo Tirana            | 2025-26        |
| Copa de Alemania             | Stuttgart                | 2025-26        |
| Copa Constitució             | Inter d'Escaldes         | 2025           |
| Copa de Armenia              | Noah                     | 2025-26        |
| Copa de Austria              | Wolfsberger AC           | 2025-26        |
| Copa de Azerbaiyán           | Sabah FK                 | 2025-26        |
| Copa de Bélgica              | Club Brujas              | 2025-26        |
| Copa de Bielorrusia          | Neman Grodno             | 2025-26        |
| Copa de Bosnia y Herzegovina | FK Sarajevo              | 2025-26        |
| Copa de Bulgaria             | Ludogorets Razgrad       | 2025-26        |
| Copa de Chipre               | AEK Larnaca              | 2025-26        |
| Copa de Croacia              | HNK Rijeka               | 2025-26        |
| Copa de Dinamarca            | FC Copenhague            | 2025-26        |
| Copa de Escocia              | Aberdeen                 | 2025-26        |
| Copa de Eslovaquia           | Spartak Trnava           | 2025-26        |
| Copa de Eslovenia            | NK Celje                 | 2025-26        |
| Copa de su Majestad el Rey   | F. C. Barcelona          | 2025-26        |
| Copa de Estonia              | TVMK Tallinn             | 2025-26        |
| Copa de Finlandia            | KuPS Kuopio              | 2025-26        |
| Coupe de France              | París Saint-Germain F.C. | 2025-26        |
| Copa de Gales                | The New Saints           | 2025-26        |
| Copa de Georgia              | FC Spaeri                | 2025           |
| Copa de Gibraltar            | Bruno's Magpies          | 2025-26        |
| Copa de Grecia               | Olympiakos               | 2025-26        |
| Copa de Hungría              | Paksi SE                 | 2025-26        |
| F.A. Cup                     | Crystal Palace           | 2025-26        |
| Copa de Irlanda              | Drogheda United          | 2025           |
| Copa de Irlanda del Norte    | Dungannon Swifts         | 2025-26        |
| Copa de Islandia             | KA Akureyri              | 2025           |
| Copa de Islas Feroe          | HB Tórshavn              | 2025           |
| Copa de Israel               | Hapoel Be'er Sheva       | 2025-26        |
| Copa Italia                  | Bologna                  | 2025-26        |
| Copa de Kazajistán           | FC Aktobe                | 2025           |
| Copa de Kosovo               | KF Prishtina             | 2025-26        |
| Copa de Letonia              | FK RFS                   | 2025           |
| Copa de Liechtenstein        | FC Vaduz                 | 2025-26        |
| Copa de Lituania             | FK Banga Gargždai        | 2025           |
| Copa de Luxemburgo           | FC Differdange 03        | 2025-26        |
| Copa Maltesa                 | Hibernians               | 2025-26        |
| Copa de Macedonia del Norte  | FK Vardar                | 2025-26        |
| Copa de Moldavia             | Sheriff Tiraspol         | 2025-26        |
| Copa de Montenegro           | Dečić Tuzi               | 2025-26        |
| Copa de Noruega              | Fredrikstad FK           | 2025-26        |
| Copa de los Países Bajos     | Go Ahead Eagles          | 2025-26        |
| Copa de Polonia              | Legia de Varsovia        | 2025-26        |
| Taça de Portugal             | Sporting de Portugal     | 2025-26        |
| Copa de la República Checa   | SK Sigma Olomouc         | 2025-26        |
| Copa de Rumania              | CFR Cluj                 | 2025-26        |
| Copa de Rusia                | CSKA Moscú               | 2025-26        |
| Copa Titano                  | AC Virtus                | 2025-26        |
| Copa de Serbia               | Estrella Rojao           | 2025-26        |
| Copa de Suecia               | BK Häcken                | 2025-26        |
| Copa de Suiza                | Basilea                  | 2025-26        |
| Copa de Turquía              | Galatasaray              | 2025-26        |
| Copa de Ucrania              | Shajtar Donetsk          | 2025-26        |

### Supercopas Masculinas
- Superkupa e Shqipërisë
- DFL-Supercup
- Supercopa Andorrana de Futbol
- Hakob Tonoyan
- Belgische Super Cup/Supercoupe de Belgique/Belgische Fußball-Super Cup
- Supercopa de Bielorrusia (Кубак Беларусі)
- Supercopa de Bulgaria (Суперкупа на България)
- Hrvatski nogometni superkup
- Supercopa de Chipre (Ασπίδα LTV)
- Slovenský Superpohár
- Supercopa de España
- Resto Superkarikas
- Supercopa de Feroe (Stórsteypadystur)
- Tropheé des Champions
- Supercopa de Georgia (საქართველოს სუპერთასი)
- Pepe Reyes Cup
- Magyar Szuperkupa
- FA Community Shield
- Presidente Of Ireland's Cup
- NIFL Charity Shield
- Supercopa de Islandia (Meistarakeppni karla)
- Supercopa de Israel (אלוף האלופים)
- Supercoppa Italiana
- Supercopa de Kazajistán (Қазақстан Суперкубогы)
- Supercopa de Kosovo (Superkupa e Kosoves)
- Supercopa de Lituania (Lietuvos futbolo supertaurė)
- Supercopa de Macedonia del Norte (Супер Куп на Северна Македонија)
- Maltese Super Cup
- Supercupa Moldovei
- Mesterfinalen
- Johan Cruijff Schaal
- Superpuchar Polski
- SuperTaça Cândido de Oliveira
- Supercupa României
- Supercopa de Rusia (Суперкубок России)
- Supercoppa Sammarinese
- TFF Süper Kupa
- Supercopa de Ucrania (Суперкубок України)

### Copas de la Liga Masculinas
- Copa de la Liga de Escocia
- Copa de la Liga de Gales
- Copa de la Liga (Inglaterra)
- Copa de la Liga de Irlanda del Norte
- Copa de la Liga de Irlanda
- Copa de la Liga de Portugal
- Copa Toto
- Copa de la Liga de Islandia
- Cupa Federației

## Véase también

La UEFA y las otras confederaciones asociadas a la FIFA.

### Ligas femeninas
| Liga                           | Campeón actual            | Campeonato en juego |
| ------------------------------ | ------------------------- | ------------------- |
| Frauen Fußball-Bundesliga      | VfL Wolfsburg             | 2020-21             |
| Primera División Femenina      | F.C. Barcelona            | 2020-21             |
| FA Women's Super League        | Chelsea                   | 2020-21             |
| Division 1 Féminine            | Olympique de Lyon         | 2020-21             |
| Serie A Femenina               | Juventus Women            | 2020-21             |
| Eredivisie                     | F.C. Twente               | 2020-21             |
| League Vrouwenvoetbal          | RSC Anderlecht            | 2020-21             |
| Damallsvenskan                 | F. C. Rosengård           | 2021                |
| Campeonato Nacional de Futebol | Sporting Braga            | 2020-21             |
| Super liga Srbije              | Ž. F. K. Spartak Subotica | 2020-21             |
| Toppserien                     | L. S. K. Kvinner F. K.    | 2021                |
| Naisten Liiga                  | HJK Helsinki              | 2021                |
| Úrvalsdeild Kvenna             | Valur Reykjavík           | 2021                |
| Slovenska Nogometna Liga       | Ž. N. K. Pomurje          | 2021                |
| Scottish Premier League        | Glasgow City F. C.        | 2021                |
| Elitedivisionen                | D. K. Fortuna Hjørring    | 2020-21             |

### Otras confederaciones en el mundo
- CONCACAF
- CONMEBOL
- CAF
- AFC
- OFC